# Albrecht Höhler
Albrecht Höhler surnommé Ali (né le 30 avril 1898 à Mayence, mort le 20 septembre 1933 près de Berlin) est un militant communiste allemand connu pour avoir tué le militant nazi et Sturmführer de la SA Horst Wessel le 14 janvier 1930.

## Biographie
Né à Mayence en 1898, Albrecht Höhler est menuisier de profession. Il reste cependant connu pour avoir été un criminel professionnel endurci et un souteneur au casier judiciaire chargé, membre du gang berlinois réputé des années vingt Toujours Fidèle (Ringverein Immertreu). Ces gangs berlinois souvent constitués autour d'amicales de boxe (Ringverein) servaient de couverture pour de nombreuses activités illégales et criminelles (prostitution, recel, trafics divers, etc.). Compte tenu des conditions politico-sociales qui régnaient à Berlin dans les années 1920, une certaine proximité existait entre ces gangs et certaines unités du Parti Communiste Allemand qui se couvraient mutuellement face aux forces de police.
Albrecht Höhler entre au Parti Communiste Allemand dès 1924. Il entre plus tard au Rotfrontkämpferbund-RFB, qui est l'organisation paramilitaire du parti, chargée des actions violentes et du service d'ordre. Après l'interdiction du RFB en 1929, il devient membre de l'organisation illégale des Sections d'Assaut communistes (Kommunistische Sturmabteilungen) de Berlin. Il prend les fonctions d'adjoint d'Erwin Rückerts, le chef de la 3eBereitschaft (groupe de garde) des sturmabteilungen qui en comportait quatre. Son quartier général où les membres se retrouvaient presque de manière quotidienne se situait au café Galsk à l'angle de la Mulackstraße et de la Gormannstraße. Höhler lui-même habitait à cette époque au numéro 13 de la Mulackstraße.
Comme de nombreux activistes de ces groupes de garde, Albrecht Höhler était armé. Il détenait un Lüger P08 pour son autodéfense, ainsi qu'un pistolet d'alarme. D'après la Police berlinoise, Albrecht Höhler utilisait les fausses identités suivantes : Heinrich Friedrich Georg Müller, Friedrich Schmidt, Hermann Machelbke et Erich Tochtenhagen.

## Meurtre de Horst Wessel
Le soir du 14 janvier 1930, Albrecht Höhler se trouvait au café Galsk. Peu après 21h00, Walter Junek est venu le chercher ainsi qu'Erwin Rückert au nom de Max Jambrowski, dans le but de participer à une expédition punitive destinée à donner une correction prolétarienne au dénommé Horst Wessel, connu depuis plusieurs mois dans tout le quartier pour être le chef d'une troupe de SA particulièrement efficace. Des tracts avaient d'ailleurs été distribués quelques jours auparavant par le Parti communiste pour mettre en garde les travailleurs contre Horst Wessel. Elisabeth Salm, la logeuse de Wessel (à l'origine de l'initiative prise par le 2e groupe de garde - 2. Bereitschaft-  des Sections d'assaut communistes de Berlin sous l'égide des frères Jambrowski) ayant signalé que Horst Wessel possédait une arme, il fut décidé de faire appel à deux camarades dont on savait qu'ils possédaient une arme : Albrecht Höhler et Erwin Rückert du 3e groupe de garde dont le quartier général se situait à deux pas du café Bär.
Après avoir rejoint l'appartement de Salm, et placé plusieurs personnes pour faire le guet dans la rue et l'immeuble, Albrecht Höhler, Erwin Rückert et Joseph Kandulski se présentèrent devant la porte de la chambre de Wessel après avoir vérifié que leurs armes étaient chargées et le cran de sûreté remis en place,. Elisabeth Salm signala par trois coups de sonnette une visite pour son locataire. C'est Wessel en personne qui ouvrit la porte sachant qu'il attendait la visite de Richard Fiedler (de). D'après les déclarations de Höhler au procès, il crut voir Wessel tenter de saisir quelque chose dans sa poche, saisit lui-même son Luger P08 et fit feu (sans viser selon ses propres mots) dans le visage de Wessel qui fut touché à la mâchoire et s'écroula dans l'entrée de la chambre. Höhler entra alors dans la chambre et menaça les deux personnes présentes et futurs témoins principaux du procès, à savoir Erna Jänicke, la compagne de Wessel et son amie Kalara Rehfeld. Erna reconnut immédiatement Albrecht Höhler. Après avoir sommairement fouillé la chambre de Wessel à la recherche de son arme, qu'ils trouvèrent rapidement, ils s'enfuirent et retournèrent à leur quartier général du Café Galsk.

## Fuite et arrestation
Le lendemain, à la suite de la publication d'un article relatant les faits et présentant Höhler comme le principal suspect, Höhler et Rückert cherchèrent d'abord de l'aide auprès de Hermann Kupferstein, un cadre du KPD, qui les emmèna chez un camarade de la Rote Hilfe (l'Entraide Rouge), Hermann Schmidt au numéro 43 de la Rosenthalerstraße. Ils restèrent chez ce dernier jusqu'au 16 janvier avant d'être pris en charge par Theodor Will, un camarade de la Rote Hilfe, patron de la fille de Schmidt. Will en parla a son associé Wilhelm Sander qui possédait une villa au 51 de la Schönfließerstraße à Glienicke/Nordbahn, une petite commune de la banlieue nord de Berlin qu'il mit à disposition pour cacher les deux suspects.
Höhler et Rückert passèrent huit jours dans la villa Sander sous les pseudonymes de « Kurt » et « Karl ». Au soir du huitième jour Höhler reçut un costume neuf et fut pris en photo pour la préparation d'un faux passport. Il reçut également des consignes strictes de la part du député communiste du Reichstag Ottomar Geschke. En cas d'arrestation il ne devait en aucun cas décrire le crime comme motivé par des considérations politiques. Il devait mettre en avant le caractère passionnel du crime en s'appuyant sur une pseudo-relation avec la fiancée de Wessel. À défaut, le soutien du parti lui serait refusé. Höhler expliquera dans une déposition datée d'avril 1930 que Geschke ajouta qu'il devait absolument agir selon cet accord et ne pas être tenté de semer la zizanie. En effet dans ce cas, il lui expliqua de la part de Wilhelm Pieck, qu'une balle était prête pour lui.
Le lendemain, vers midi, les routes de Rückert et Höhlet se séparèrent. Höhler fut pris en charge par Theodor Will et Viktor Drewnitzki (secrétaire du Comité Central du KPD). Ce dernier remit à Höhler un faux passeport et tous trois prirent la voiture de la société de Will pour se rendre à la frontière Tchécoslovaque, en passant par Elsterwerda, Görlitz et Löbau. Arrivé près de la frontière, Will laissa Drewnitzki et Höhler passer la frontière à pied, après avoir remis une somme d'argent en liquide, estimée à 200 Reichsmark à Drewnitzki pour Höhler, lequel ne recevra que 20 Reichsmark à son arrivée en Tchécoslovaquie. Après une heure de marche, ayant contourné le poste frontière, ils parvinrent à Philippsdorf-Georgswalde (Jiříkov) d'où ils prirent le train pour Prague.
À Prague, Höhler fut hébergé dans une famille locale qui était habituellement utilisée et rémunérée par la Rote Hilfe pour aider les camarades en fuite. Höhler ne parlant pas le tchèque, il se lia d'amitié avec une jeune Autrichienne de 31 ans dénommée Karoline Sulistava qui lui servit d'interprète et avec qui il sortit régulièrement. C'est elle qui l'aidera à financer son voyage de retour vers Berlin en payant deux billets de train de via Ebersbach et Dresde. Ils arrivèrent à Berlin par le Anhalter Bahnhof le 3 février 1930 et trouvèrent un hébergement chez Karl Godowski, un camarade du parti au chômage. C'est ce dernier qui signalera le retour de Höhler à Berlin au KPD. Höhler sera finalement arrêté le 4 février 1930 dans l'appartement de Godowski.

## Procès et condamnation
Le profil d'Albrecht Höhler, proxénète plusieurs fois condamné, arborant de multiples tatouages, le classait pour l'époque parmi les criminels professionnels et ne correspondait pas au profil prolétarien idéal. C'est pourquoi le Parti Communiste mit très peu d'entrain à soutenir Höhler, ce dernier soupçonnant même une trahison du parti à son retour à Berlin. C'est pour cette raison qu'il se mit rapidement à parler après son arrestation, incriminant 15 personnes qui se retrouveront sur le banc des accusés du tribunal de Berlin-Moabit à partir du 22 septembre 1930.
Peu avant le procès, les journaux du Parti essayèrent d'influencer positivement les débats à venir en faisant le compte-rendu d'un autre procès concernant les nazis impliqués dans le meurtre de Camillo Roß, un jeune communiste abattu quelques heures avant l'agression contre Wessel. À noter que cette agression a été utilisée à plusieurs reprises pour expliquer celle contre Wessel, la rumeur laissant entendre que Höhler l'aurait identifié parmi les agresseurs de Roß.
Höhler fut défendu seul par le Dr Alfred Apfel (de), avocat réputé et reconnu de la cause démocratique ayant toujours soutenu la République de Weimar. Les autres accusés furent représentés par le Dr Fritz Löwenthal (de), député du KPD au Reichstag, le Dr Hilde Benjamin, avocate communiste réputée, qui deviendra l'une des figures de la justice de la RDA après guerre, James Broh (de), homme politique et juriste communiste réputé, et un dénommé Fuchs. Pour les avocats de la défense, il s'agissait d'obtenir un verdict politique, en effet ceux-ci étaient généralement plus cléments. C'est d'ailleurs la stratégie que choisit également Höhler, admettant volontiers le caractère politique de son acte, pour également bénéficier de cette clémence.
L'argumentaire de la légitime défense qui fut un temps invoquée par la défense et Höhler lui-même pour expliquer l'utilisation immédiate de l'arme fut rejetée par le Tribunal compte tenu des circonstances préparatoires de l'action au cours desquels Elisabeth Salm avait signalé le fait que Horst Wessel possédait des armes et que la plus grande prudence était de mise. Qui plus est, le ralliement de Höhler et de Rückerts à l'expédition s'appuyait sur le fait qu'ils étaient réputés être armés.
Finalement Höhler et Rückerts furent tous deux condamnés à six ans et un mois de pénitencier. Rückerts fut condamné à la même peine en raison de son casier judiciaire plus lourd. À la suite de cette condamnation, Albrecht Höhler fut incarcéré à la prison de Wohlau en Silésie (aujourd'hui située en Pologne).

## Assassinat
Après la prise de pouvoir par les nazis au mois de janvier 1933, la vengeance des nazis débuta par Else Cohn (celle qui mena le groupe des meurtriers jusqu'à l'appartement de Wessel). Entrée en clandestinité peu après la condamnation de 1930, elle quitte sa résidence berlinoise en juin 1931 et aurait vécu par la suite entre Stettin et Güstrow. Dans la nuit du 6 au 7 mai 1933, Else Cohn fut assassinée sur le bord de la route entre les villages des Gersdorf (Dąbie) et Plau (Pław) près de la petite ville de Crossen (Krosno Ordzańskie) sur l'Oder (circonscription administrative de Küstrin). L'enquête qui identifia une piste concernant deux hommes et un véhicule fut arrêtée probablement sur ordre de Hermann Göring qui avait été nommé Premier Ministre de Prusse depuis le 11 avril 1933.
Albrecht Höhler fut la deuxième victime de la revanche des nazis. Sur ordre de Rudolf Diels, le chef de la Gestapo nouvellement créée, Höhler fut transféré de la prison de Wohlau au siège de la Gestapo dans la Prinz-Albrecht-Straße à Berlin. Le transfert de Höhler reposait sur le fait que la police souhaitait prétendument reprendre l'enquête, voire le procès au sujet du meurtre de Horst Wessel. À partir du 11 août il subit des interrogatoires et fait probablement l'objet de tortures. Le 30 août 1933, Höhler protesta par écrit contre le traitement qui lui était infligé et demanda à être traîté comme tout autre prisonnier et à être renvoyé dans sa prison de Wohlau. Il resta cependant encore trois semaines en prison à Berlin. Le 19 septembre, il fut remis au fonctionnaire de la police criminelle Walter Pohlenz. Selon le rapport officiel qui fut repris et transmis par Diels à Hermann Göring, le véhicule qui transportait Höhler vers Wohlau fut arrêté par un contrôle routier sauvage tenu par sept ou huit hommes de la SA, armés et en uniforme des SA. Le rapport laisse entendre que le groupe de SA s'est emparé de Höhler pour l'emmener vers la forêt, pendant que trois SA gardaient les accompagnateurs en respect,. Le corps criblé de balles d'Albrecht Höhler sera retrouvé quelques jours plus tard par le chien d'un garde-chasse de la région forestière de Freienwalde.
Une enquête diligentée dans les années 1960 par le parquet de Berlin et l'interrogatoire par la police, de Willi Schmidt (de) dans le cadre de l'affaire Horst Wessel mit en lumière les mensonges de ce rapport. Willi Schmidt, qui fut directement impliqué dans le meurtre d'Albrecht Höhler, était un SA-Sturmführer au sein du groupe SA no 51 de Berlin-Neukölln en 1933 et auxiliaire de police (comme tous les SA depuis la prise de pouvoir). D'après ses déclarations il reçut un appel téléphonique du SA-Gruppenführer Karl Ernst tôt le matin du 20 septembre 1933, le convoquant séance tenante à la prison centrale de l'Alexanderplatz. Il y retrouva Walter Pohlenz porteur d'une décharge signée par Rudolf Diels concernant Albrecht Höhler. Ce dernier fut donc extrait de la prison et embarqué dans un convoi de trois véhicules qui prit ensuite la route de l'est, vers Francfort-sur-l'Oder.
D'après Schmidt, les autres participants de l'expédition étaient Kurt Wendt, le chauffeur de Ernst, Walter von Mohrenschildt (de), l'aide de camp de Ernst, Rudolf Diels, le chef de la Gestatpo, le SA-Brigadeführer Richard Fiedler (de), Willi Markus (de), commandant de la SA-Standarte VI (Régiment-SA no  VI), le Prince August Wilhelm von Preussen, les deux agents de la police criminelle Pohlenz et Maikowski et peut-être le conseiller juridique de Groupe SA Berlin-Brandebourg, Gerd Voss (de). Le groupe comprenant huit à douze personnes portait des uniformes de la SA, à l'exception de Diels.
Le convoi s'arrêta à une douzaine de kilomètres de Frankfort-sur-l'Oder. Höhler fut extrait du véhicule, et emmené à l'orée d'une forêt à proximité par un groupe comprenant huit personnes au total. Karl Ernst prononça un bref discours dans lequel il condamnait Albrecht Höhler à mort pour le meurtre de Horst Wessel. Höhler fut ensuite abattu par plusieurs des individus présents près de la route Berlin-Frankfort. Le cadavre fut enterré sur place à la hâte. D'après les constatations du parquet, les tirs mortels furent vraisemblablement tirés par Ernst et Mohrenschildt. Par la suite, lors de conversations au sujet du meurtre, Ernst se serait référé à un ordre du Chef d'état-major des SA, Ernst Röhm lequel aurait reçu pour consigne d'Hitler que le meurtrier de Wessel était à abattre sommairement.
L'enquête de 1933 fut rapidement arrêtée sous pression politique. La reprise de l'enquête par le parquet de Berlin dans les années 1960 permit, grâce aux interrogatoires de Willi Schmidt et du chauffeur de Karl Ernst, de reconstituer la réalité des faits. Les enquêtes contre les derniers acteurs survivants, à savoir Schmidt, Pohlenz, Markus und Fiedler, furent arrêtées en 1969, du fait que seule la complicité de meurtre pouvait leur être reprochée et que celle-ci était alors frappée de prescription.